# Кодацкий, Иван Фёдорович
Ива́н Фёдорович Кода́цкий (также Кадацкий) (19 июня [1 июля] 1893, Николаев — 30 октября 1937, Москва) — советский партийный и государственный деятель; кандидат в члены (1925—1930), член ЦК ВКП(б) (1930—1937).

## Биография
Родился в семье чернорабочего. Окончил ремесленное училище, работал токарем на Николаевском судостроительном заводе, участвовал в забастовках и нелегальных рабочих кружках.
В 1914 году переехал в Петроград; работал на заводе «Новый Лесснер». В том же году вступил в РСДРП, большевик; вёл партийную работу среди рабочих Выборгского района, с 1915 года — член Выборгского райкома РСДРП. Был арестован в январе 1917 года.
После Февральской революции освобождён 6 (19) марта 1917 года по амнистии, являлся членом Выборгского райкома и Петроградского горкома РСДРП(б), был избран членом Петроградского совета и председателем Выборгской районной думы.
Активно участие в подготовке и проведении Октябрьской революции, брал Петроградскую городскую телефонную станцию.
После установления советской власти — на руководящей партийной и хозяйственной работе. В 1917—1918 годы — секретарь Наркомата труда РСФСР. В 1919—1920 годы — начальник треста «Облрыба» (Астрахань) (мандат получил на приёме у В. И. Ленина). С 12 апреля 1920 года — начальник связи Азовского моря, с сентября 1920 — уполномоченный Совета труда и обороны РСФСР по организации рыбных промыслов и вывозу рыбных и других продуктов на берегах Чёрного и Азовского морей, в 1920—1921 годы возглавлял рыбное управление в Дагестане.
В 1922—1925 годы — ответственный организатор (секретарь) Московско-Нарвского, затем Выборгского райкомов партии в Петрограде; вёл борьбу с оппозицией. В 1925—1926 годы работал заместителем председателя правления Треста слабых токов. В 1926 году вернулся на должность секретаря Московско-Нарвский райкома ВКП(б). Одновременно с 7 января 1926 года — член Северо-Западного бюро ЦК ВКП(б).
С 1928 года — заместитель председателя, с апреля 1929 — председатель Ленинградского областного Совнархоза.
С 10 января 1930 года — председатель Исполнительного комитета Ленинградского областного Совета, с 13 декабря 1931 по 14 февраля 1937 года — председатель исполкома Ленинградского городского Совета.
В январе 1937 назначен начальником Главного управления машиностроения для лёгкой промышленности Наркомата тяжёлой промышленности СССР.
Был избран в состав центральных советских и партийных органов:
- делегатом VI Всесоюзного съезда Советов (1931)[уточнить][3];
- членом Президиума ВЦИК и членом ЦИК СССР[3]
- делегатом XV (1926, с совещательным голосом)[7], XVI (1929, с совещательным голосом)[К 3][8] и XVII (1932)[К 3][9] конференций ВКП(б);
- делегатом VI съезда РСДРП(б) (1917)[К 3][10], XII (1923)[11], XIII (1924)[12], XV (1927, с совещательным голосом)[13], XVI (1930)[К 3][14] и XVII (1934)[15] партийных съездов;
- кандидатом в члены ЦК ВКП(б) (31.12.1925 — 26.6.1930)[16][17];
- членом ЦК ВКП(б) (13.7.1930 — 29.6.1937[К 4])[18][19].

28 июня 1937 года был арестован в московской гостинице «Метрополь». Постановлением пленума ЦК ВКП(б) 29.6.1937 выведен из состава членов ЦК ВКП(б). 29 октября 1937 года Военной коллегией Верховного суда СССР по обвинению «в участии в контрреволюционной террористической организации» приговорён к высшей мере наказания. Расстрелян 30 октября 1937, похоронен на Донском кладбище.
14 марта 1956 года определением Военной коллегии Верховного суда СССР приговор от 29.10.1937 был отменён; дело И. Ф. Кодацкого прекращено «за отсутствием состава преступления».

### Семья
Жена — Лидия Александровна Кодацкая.

## Адреса
Москва, гостиница «Метрополь», комн.370.
Ленинград, Кронверкская ул., д.23, кв.109.

## Память
Именем И. Ф. Кодацкого в 1987—1993 годах называлась улица в Невском районе Санкт-Петербурга.

## Комментарии
1. ↑  В современной России — ОАО «Машиностроительное объединение имени Карла Маркса»[4]; с 29 декабря 2011 года прекратило существование[5].
2. ↑  3.12.1931 Ленинград выделен в самостоятельную административную единицу — город республиканского подчинения[6], вследствие чего произошло разделение объединённых с 2.8.1920 исполкома Петросовета (Ленсовета) и губернского (областного) исполкома.
3. 1 2 3 4  В списках делегатов значится под фамилией Кадацкий.
4. ↑  Был выведен из состава членов ЦК постановлением июньского (1937) пленума ЦК ВКП(б)[1].